# Forza del Sud
 (janvier 2017).
Si vous disposez d'ouvrages ou d'articles de référence ou si vous connaissez des sites web de qualité traitant du thème abordé ici, merci de compléter l'article en donnant les références utiles à sa vérifiabilité et en les liant à la section « Notes et références ».
Force du Sud (en italien Forza del Sud, FdS) était un parti politique italien fondé par Gianfranco Miccichè le 30 octobre 2010, qui compte 7 députés et 3 sénateurs, ainsi que 6 conseillers régionaux. Sa couleur est l'orange. Miccichè est un ancien de Forza Italia et du Peuple de la liberté (Pdl). Le parti est fondé à Palerme. Il adhère le 14 juillet 2011 à Grande Sud et son site prend désormais le logo de cette fédération.

## Présentation
En novembre 2009, le secrétaire d'État, avec des députés qui soutenaient Gianfranco Fini à un groupe parlementaire « Pdl Sicile », au sein de l'Assemblée régionale sicilienne (ARS). En mars 2010, Miccichè se déclare prêt à quitter le Pdl tandis que ceux qui soutenaient Fini préfèrent soutenir Raffaele Lombardo sans laisser le Pdl. La rupture entre Miccichè et Lombardo se concrétise avec la création du 4e gouvernement régional de 2008, nommé Lombardo quater, qui obtient le soutien du Mouvement pour les autonomies, de l'Union de centre, de Fini, de l'Api et même du Parti démocrate. C'est alors que Miccichè créé le groupe parlementaire régional Forza del Sud, auquel adhèrent cinq députés. Le 30 octobre 2010, le parti est officiellement fondé à Palerme, avec dix parlementaires (7 députés et 3 sénateurs) qui demeurent cependant au sein des groupes du Pdl. Le symbole du parti devient une cravate orange, sur le modèle de la cravate (verte) de la Ligue du Nord.